# ミリタリーモデル
ミリタリーモデルは
- 模型のジャンルの一種で、主に第二次世界大戦以降の陸戦兵器の模型のこと。本項で記述する。
- 銃、自動車、腕時計などの軍用型。もしくは軍用型に準じた仕様の市販モデル。

ミリタリー (military) とは英語で広義には軍の、軍人の、軍事という意味であるが、狭義には陸軍のことを特に指す。そこで「ミリタリーモデル」と指定した場合は、広義では軍用機や軍艦などを含む兵器全般の模型を表すが、日本では主に陸軍の兵器・兵士を扱った模型のことを指す。
ミリタリーモデルに含まれるのは、戦車・AFV（装甲戦闘車両）、ソフトスキン（非装甲車両）、火砲、小火器などの兵器と、兵士の模型である。ポリスチレンの射出成形によるプラモデルが主であるが、レジンキャストなどによる少数生産のガレージキットや金属製の模型も存在する。また、ミニカーでもミリタリーモデルが作られる場合がある。

## スケール
1/32、1/35、1/48、1/72、1/76、1/87、1/144などがよく使われるスケールである。

### 中型サイズ
1/32はメタルフィギュアの54mmスケールに相当するスケールで、プラモデルの初期には海外の幾つかのメーカーから1/32のミリタリーモデルが出ていたが、1/35スケールが一般的になってからは1/32の戦車や軍用車両のプラモデルは殆ど作られていない。ただし、フィギュアに関しては1/35が一般的になってからも1/32のメタルやレジンキャストなどの兵士が作られている。また1/32は航空機のプラモデルの標準スケールであり多くのキットが作られているが、そのアクセサリー用として兵士等のミリタリーモデルが作られる場合もある。
1/35はミリタリーモデルの最も標準的なスケールで、数多くのプラモデルやガレージキットが発売されている。元々は日本のタミヤが戦車シリーズやミリタリーミニチュアシリーズに採用したスケールで、その高品質が海外でも認められ、多くのメーカーが追随したことにより実質的な世界標準となった。
1/48は航空機モデルの標準スケールであり、1950年代から1960年代にはアメリカのオーロラ社などから1/48のミリタリーモデルが発売されている。1970年代には日本のバンダイが機甲師団シリーズとして積極的なモデル開発を行い、その後も日本や中国のメーカーからモーター走行を前提としたキットが発売されていたが、1/35スケールの陰に隠れてミリタリーモデルの標準スケールとはなれなかった。しかし、2000年代の半ばよりタミヤが本格的に1/48のミリタリーモデルに進出して精力的に製品開発を行い、追従するメーカーも幾つか現れたことにより、標準スケールとなりつつある。

### 小型サイズ
1/72は航空機モデルの標準スケールであり、それに合わせる形でミリタリーモデルも数多く発売されている。特に近年は中国や旧ソビエト・東欧圏のメーカーの積極的な商品開発により、1/35に次ぐ充実振りを示している。また、中国のメーカーからは高品質の完成品モデルも販売されている。
1/76は元々イギリスの鉄道模型（OOゲージ）のスケールであり、1960年代から70年代にかけてイギリスのエアフィックスがこのスケールのミリタリーモデルを発売し、日本のフジミ模型や日東科学教材などが追随したことにより、一時期はこのクラスのミリタリーモデルの標準スケールとなっていた。しかし、1970年代に日本のハセガワやイタリアのエッシー (ESCI) が採用した1/72の方が次第に優勢となり、現在では1/76は少数派となっている。
1/87は欧米の鉄道模型（HOゲージ）のスケールであり、スケールを合わせたミリタリーモデルが発売されている。一番有名なのはオーストリアのロコ社（現在はドイツのヘルパ社）のミニタンクシリーズで、1960年代より500点を越える製品を発売している。ミニタンクシリーズはプラスチック製の完成品ないし半完成品のモデルで、他社からも類似の形態の製品が発売されている。また、ドイツのロスコフ (Roskopf) からは同一形式で一回り小さい1/100サイズのミリタリーモデルが発売されていた。
1/144は食玩におけるミリタリーモデルの主要スケールである。食玩で初めて発売されたミリタリーモデルは海洋堂製のワールドタンクミュージアムシリーズで、そのとき採用された1/144が食玩での標準スケールとなった。海外のメーカーからは、ミニカー形式の完成品やプラモデルの形でも1/144のミリタリーモデルが販売されている。
1/144より小さいサイズでは、Nゲージサイズ (1/160) のミニタンクや1/285のホワイトメタルモデル、艦船の主要スケールに合わせた1/350や1/700のプラモデルやホワイトメタルモデルなどがある。

### 大型サイズ
1/32より大きいサイズでは、数は多くないものの1/24(1/25)や1/16 (1/15) でもミリタリーモデルが発売されている。これらの大型サイズの戦車モデルでは、ラジコンが搭載可能であったり、内部が再現されていたりする場合が多い。また、オートバイの主要スケールの1つである1/9では軍用オートバイが何点かモデル化されている。
兵士のフィギュアでは、G.I.ジョー に代表される1/6サイズのアクションフィギュアが存在する。初期のアクションフィギュアは玩具的な要素が強く、武器や装備品も必ずしも正確なものではなかったが、近年は詳細な考証に基づくアクションフィギュアも作られており、スケールを合わせた1/6の武器や小型車両のプラモデルも作られている。
金属製のラジコン模型では、1/8、1/6、1/4などのより実物に近いサイズで、ドムスの動力源内蔵の弩級RC戦車シリーズがある。特に1/4に到っては、もはや玩具模型の域を超えている。
※スケールモデルも参照のこと

## モデル化の対象
ミリタリーモデルとして扱われるのは、概ね戦車が登場した第一次世界大戦以降の陸戦兵器と兵士の模型であり、就役した時期によって「第一次大戦時」「第二次世界大戦時」「戦後」の3つのグループに大きく分けられる。
第1のグループは第一次大戦時から第二次世界大戦が始まるまでに就役し、第二次世界大戦では使われていないものが対象である。この期間に就役した戦闘車両は種類が少なく、また第二次世界大戦以前に実用化されたものでも模型化されているものはそのほとんどが第二次世界大戦で使用されているため、このグループに含まれるモデルの数は少ない。
第2のグループは第二次世界大戦中に就役もしくは戦闘に参加したものが対象である。期間は短いがこの時期には戦車や自走砲が大きな進歩を遂げ、多くのバリエーションが実戦に参加しているため、モデル化されている製品の数も多い。特に人気が高いのはドイツ軍のもので、戦車、自走砲、装甲車、ソフトスキン、火砲に至るまで数多くモデル化されており、試作段階やペーパープランで終わったものでさえ一部がプラモデル化されている。それに次ぐ人気を持つのがアメリカ軍、ソビエト軍およびイギリス軍で、その他のフランス、イタリア、日本などは主要な戦車等がモデル化されているのにとどまっている。
第3のグループは第二次世界大戦後に就役したものが対象である。期間は長いが、戦車等の開発のスピードが遅くなったこと、実戦に参加した車両が限られていることなどから、製品化されている数は第2のグループよりも少ない。朝鮮、ベトナム、中東・湾岸などの戦闘に参加したアメリカ軍とソビエト/ロシア軍の兵器の人気が高いが、実戦経験のほとんど無いドイツ軍の戦闘車両の人気も非常に高い。
ホワイトメタルなどのフィギュアでは、第一次世界大戦より前の兵士や、それに合わせた大砲なども作られているが、これらは通常ヒストリカル（歴史的）モデルとして扱われ、ミリタリーモデルには含まれない。また、一部のキャラクターモデルでは、極めてミリタリーモデルに近いものも作られている。